# Coppa del Mondo di biathlon 2018
La Coppa del Mondo di biathlon 2018 è stata la quarantunesima edizione della manifestazione organizzata dall'Unione Internazionale Biathlon; è iniziata il 26 novembre 2017 a Östersund, in Svezia, e si è conclusa il 25 marzo 2018 a Tjumen', in Russia. Nel corso della stagione si sono svolti a Pyeongchang i XXIII Giochi olimpici invernali, non validi ai fini della Coppa del Mondo, per questo il calendario ha contemplato dunque un'interruzione nel mese di febbraio.
Sia in campo maschile sia in campo femminile sono in programma 26 gare (21 individuali, 5 a squadre), in 9 diverse località. Le staffette miste sono state quattro, disputate in due diverse località.
In campo maschile il francese Martin Fourcade si è aggiudicato sia la coppa di cristallo, il trofeo assegnato al vincitore della classifica generale, sia  tutte le Coppe di specialità (quella di individuale a pari merito con il  norvegese Johannes Thingnes Bø); Fourcade era il detentore uscente della Coppa generale.
In campo femminile la finlandese Kaisa Mäkäräinen si è aggiudicata sia la coppa di cristallo, il trofeo assegnato alla vincitrice della classifica generale, sia quella di partenza in linea; la slovacca Anastasija Kuz'mina si è aggiudicata la Coppa di sprint e la Coppa di inseguimento, la bielorussa Nadzeja Skardzina ha vinto quella di individuale; la tedesca Laura Dahlmeier era la detentrice uscente della Coppa generale.

## Calendario
| Località           | Data                   | Individuale | Sprint    | Inseguimento | Partenza in linea | Staffetta | Staffetta mista | Staffetta singola mista |
| ------------------ | ---------------------- | ----------- | --------- | ------------ | ----------------- | --------- | --------------- | ----------------------- |
| Östersund          | 26 novembre-3 dicembre | ●           | ●         | ●            |                   |           | ●               | ●                       |
| Hochfilzen         | 8-10 dicembre          |             | ●         | ●            |                   | ●         |                 |                         |
| Annecy             | 14-17 dicembre         |             | ●         | ●            | ●                 |           |                 |                         |
| Oberhof            | 4-7 gennaio            |             | ●         | ●            |                   | ●         |                 |                         |
| Ruhpolding         | 10-14 gennaio          | ●           |           |              | ●                 | ●         |                 |                         |
| Antholz-Anterselva | 18-21 gennaio          |             | ●         | ●            | ●                 |           |                 |                         |
| Pyeongchang        | 9-25 febbraio          | Olimpiadi   | Olimpiadi | Olimpiadi    | Olimpiadi         | Olimpiadi | Olimpiadi       | Olimpiadi               |
| Kontiolahti        | 8-11 marzo             |             | ●         |              | ●                 |           | ●               | ●                       |
| Oslo Holmenkollen  | 13-18 marzo            |             | ●         | ●            |                   | ●         |                 |                         |
| Tjumen'            | 20-25 marzo            |             | ●         | ●            | ●                 |           |                 |                         |
| Totale             | Totale                 | 2           | 8         | 7            | 5                 | 4         | 2               | 2                       |

## Uomini

### Risultati
| Data             | Località                | Nazione   | Spec. | Primo                                                                                    | Secondo                                                                          | Terzo                                                                                   |
| ---------------- | ----------------------- | --------- | ----- | ---------------------------------------------------------------------------------------- | -------------------------------------------------------------------------------- | --------------------------------------------------------------------------------------- |
| 30 novembre 2017 | Östersund               | Svezia    | IN    | Johannes Thingnes Bø                                                                     | Quentin Fillon Maillet                                                           | Martin Fourcade                                                                         |
| 2 dicembre 2017  | Östersund               | Svezia    | SP    | Tarjei Bø                                                                                | Martin Fourcade                                                                  | Erik Lesser                                                                             |
| 3 dicembre 2016  | Östersund               | Svezia    | PU    | Martin Fourcade                                                                          | Jakov Fak                                                                        | Quentin Fillon Maillet                                                                  |
| 8 dicembre 2017  | Hochfilzen              | Austria   | SP    | Johannes Thingnes Bø                                                                     | Martin Fourcade                                                                  | Jakov Fak                                                                               |
| 9 dicembre 2017  | Hochfilzen              | Austria   | PU    | Johannes Thingnes Bø                                                                     | Jakov Fak                                                                        | Martin Fourcade                                                                         |
| 10 dicembre 2017 | Hochfilzen              | Austria   | RL    | Norvegia Ole Einar Bjørndalen Henrik L'Abée-Lund Erlend Bjøntegaard Lars Helge Birkeland | Germania Erik Lesser Benedikt Doll Arnd Peiffer Simon Schempp                    | Francia Jean-Guillaume Béatrix Simon Desthieux Émilien Jacquelin Quentin Fillon Maillet |
| 15 dicembre 2017 | Annecy Le Grand-Bornand | Francia   | SP    | Johannes Thingnes Bø                                                                     | Martin Fourcade                                                                  | Antonin Guigonnat                                                                       |
| 16 dicembre 2017 | Annecy Le Grand-Bornand | Francia   | PU    | Johannes Thingnes Bø                                                                     | Martin Fourcade                                                                  | Anton Šipulin                                                                           |
| 17 dicembre 2017 | Annecy Le Grand-Bornand | Francia   | MS    | Martin Fourcade                                                                          | Johannes Thingnes Bø                                                             | Erik Lesser                                                                             |
| 5 gennaio 2018   | Oberhof                 | Germania  | SP    | Martin Fourcade                                                                          | Emil Hegle Svendsen                                                              | Johannes Thingnes Bø                                                                    |
| 6 gennaio 2018   | Oberhof                 | Germania  | PU    | Martin Fourcade                                                                          | Johannes Thingnes Bø                                                             | Tarjei Bø                                                                               |
| 7 gennaio 2018   | Oberhof                 | Germania  | RL    | Svezia Martin Ponsiluoma Jesper Nelin Sebastian Samuelsson Fredrik Lindström             | Italia Thomas Bormolini Lukas Hofer Dominik Windisch Thierry Chenal              | Norvegia Vetle Sjåstad Christiansen Henrik L'Abée-Lund Lars Helge Birkeland Tarjei Bø   |
| 10 gennaio 2018  | Ruhpolding              | Germania  | IN    | Martin Fourcade                                                                          | Ondřej Moravec                                                                   | Johannes Thingnes Bø                                                                    |
| 12 gennaio 2018  | Ruhpolding              | Germania  | RL    | Norvegia Lars Helge Birkeland Tarjei Bø Emil Hegle Svendsen Johannes Thingnes Bø         | Francia Simon Desthieux Quentin Fillon Maillet Martin Fourcade Antonin Guigonnat | Russia Aleksej Volkov Maksim Cvetkov Anton Babikov Anton Šipulin                        |
| 14 gennaio 2018  | Ruhpolding              | Germania  | MS    | Johannes Thingnes Bø                                                                     | Martin Fourcade                                                                  | Antonin Guigonnat                                                                       |
| 19 gennaio 2018  | Anterselva              | Italia    | SP    | Johannes Thingnes Bø                                                                     | Martin Fourcade                                                                  | Arnd Peiffer                                                                            |
| 20 gennaio 2018  | Anterselva              | Italia    | PU    | Johannes Thingnes Bø                                                                     | Martin Fourcade                                                                  | Anton Šipulin                                                                           |
| 21 gennaio 2018  | Anterselva              | Italia    | MS    | Martin Fourcade                                                                          | Tarjei Bø                                                                        | Erlend Bjøntegaard                                                                      |
| 8 marzo 2018     | Kontiolahti             | Finlandia | SP    | Anton Šipulin                                                                            | Andrejs Rastorgujevs                                                             | Quentin Fillon Maillet                                                                  |
| 11 marzo 2018    | Kontiolahti             | Finlandia | MS    | Julian Eberhard                                                                          | Martin Fourcade                                                                  | Anton Šipulin                                                                           |
| 15 marzo 2018    | Oslo Holmenkollen       | Norvegia  | SP    | Henrik L'Abée-Lund                                                                       | Johannes Thingnes Bø                                                             | Martin Fourcade                                                                         |
| 17 marzo 2018    | Oslo Holmenkollen       | Norvegia  | PU    | Martin Fourcade                                                                          | Lukas Hofer                                                                      | Johannes Thingnes Bø                                                                    |
| 18 marzo 2018    | Oslo Holmenkollen       | Norvegia  | RL    | Norvegia Lars Helge Birkeland Henrik L'Abée-Lund Tarjei Bø Johannes Thingnes Bø          | Austria Dominik Landertinger Felix Leitner Simon Eder Julian Eberhard            | Russia Maksim Cvetkov Anton Babikov Dmitrij Malyško Anton Šipulin                       |
| 22 marzo 2018    | Tjumen'                 | Russia    | SP    | Martin Fourcade                                                                          | Simon Desthieux                                                                  | Fredrik Lindström                                                                       |
| 24 marzo 2018    | Tjumen'                 | Russia    | PU    | Martin Fourcade                                                                          | Johannes Thingnes Bø                                                             | Lukas Hofer                                                                             |
| 25 marzo 2018    | Tjumen'                 | Russia    | MS    | Maksim Cvetkov                                                                           | Erlend Bjøntegaard                                                               | Johannes Thingnes Bø                                                                    |

Legenda:

IN = individuale (20 km)

SP = sprint (10 km)

PU = inseguimento (12,5 km)

MS = partenza in linea (15 km)

RL = staffetta (4x7,5 km)

### Classifiche

#### Generale
| Pos. | Nome                   | Nazione  | Punti |
| ---- | ---------------------- | -------- | ----- |
| 1    | Martin Fourcade        | Francia  | 1116  |
| 2    | Johannes Thingnes Bø   | Norvegia | 1027  |
| 3    | Anton Šipulin          | Russia   | 697   |
| 4    | Arnd Peiffer           | Germania | 668   |
| 5    | Lukas Hofer            | Italia   | 637   |
| 6    | Jakov Fak              | Slovenia | 602   |
| 7    | Tarjei Bø              | Norvegia | 591   |
| 8    | Simon Desthieux        | Francia  | 579   |
| 9    | Benedikt Doll          | Germania | 532   |
| 10   | Quentin Fillon Maillet | Francia  | 518   |

#### Sprint
| Pos. | Nome                 | Nazione  | Punti |
| ---- | -------------------- | -------- | ----- |
| 1    | Martin Fourcade      | Francia  | 384   |
| 2    | Johannes Thingnes Bø | Norvegia | 382   |
| 3    | Arnd Peiffer         | Germania | 259   |
| 4    | Anton Šipulin        | Russia   | 256   |
| 5    | Andrejs Rastorgujevs | Lettonia | 224   |

#### Inseguimento
| Pos. | Nome                 | Nazione  | Punti |
| ---- | -------------------- | -------- | ----- |
| 1    | Martin Fourcade      | Francia  | 396   |
| 2    | Johannes Thingnes Bø | Norvegia | 364   |
| 3    | Anton Šipulin        | Russia   | 254   |
| 4    | Lukas Hofer          | Italia   | 247   |
| 5    | Arnd Peiffer         | Germania | 227   |

#### Partenza in linea
| Pos. | Nome                 | Nazione  | Punti |
| ---- | -------------------- | -------- | ----- |
| 1    | Martin Fourcade      | Francia  | 250   |
| 2    | Johannes Thingnes Bø | Norvegia | 222   |
| 3    | Benedikt Doll        | Germania | 184   |
| 4    | Tarjei Bø            | Norvegia | 183   |
| 5    | Anton Šipulin        | Russia   | 174   |

#### Individuale
| Pos. | Nome                   | Nazione   | Punti |
| ---- | ---------------------- | --------- | ----- |
| 1    | Johannes Thingnes Bø   | Norvegia  | 108   |
| 1    | Martin Fourcade        | Francia   | 108   |
| 3    | Quentin Fillon Maillet | Francia   | 75    |
| 4    | Lukas Hofer            | Italia    | 70    |
| 5    | Ondřej Moravec         | Rep. Ceca | 65    |

#### Staffetta
| Pos. | Nazione  | Punti |
| ---- | -------- | ----- |
| 1    | Norvegia | 228   |
| 2    | Svezia   | 184   |
| 3    | Francia  | 180   |
| 4    | Germania | 175   |
| 5    | Russia   | 173   |

#### Nazioni
| Pos. | Nazione  | Punti |
| ---- | -------- | ----- |
| 1    | Norvegia | 6458  |
| 2    | Francia  | 6129  |
| 3    | Germania | 5910  |
| 4    | Russia   | 5623  |
| 5    | Italia   | 5228  |

## Donne

### Risultati
| Data             | Località                | Nazione   | Spec. | Prima                                                                          | Seconda                                                                      | Terza                                                                   |
| ---------------- | ----------------------- | --------- | ----- | ------------------------------------------------------------------------------ | ---------------------------------------------------------------------------- | ----------------------------------------------------------------------- |
| 29 novembre 2017 | Östersund               | Svezia    | IN    | Nadzeja Skardzina                                                              | Synnøve Solemdal                                                             | Julija Džyma                                                            |
| 1 dicembre 2017  | Östersund               | Svezia    | SP    | Denise Herrmann                                                                | Justine Braisaz                                                              | Julija Džyma                                                            |
| 3 dicembre 2017  | Östersund               | Svezia    | PU    | Denise Herrmann                                                                | Justine Braisaz                                                              | Marte Olsbu                                                             |
| 8 dicembre 2017  | Hochfilzen              | Austria   | SP    | Dar"ja Domračava                                                               | Anastasija Kuz'mina                                                          | Dorothea Wierer                                                         |
| 9 dicembre 2017  | Hochfilzen              | Austria   | PU    | Anastasija Kuz'mina                                                            | Kaisa Mäkäräinen                                                             | Dar"ja Domračava                                                        |
| 10 dicembre 2017 | Hochfilzen              | Austria   | RL    | Germania Vanessa Hinz Franziska Hildebrand Maren Hammerschmidt Laura Dahlmeier | Ucraina Vita Semerenko Julija Džyma Valentyna Semerenko Olena Pidhrušna      | Francia Marie Dorin Célia Aymonier Justine Braisaz Anaïs Bescond        |
| 14 dicembre 2017 | Annecy Le Grand-Bornand | Francia   | SP    | Anastasija Kuz'mina                                                            | Laura Dahlmeier                                                              | Vita Semerenko                                                          |
| 16 dicembre 2017 | Annecy Le Grand-Bornand | Francia   | PU    | Laura Dahlmeier                                                                | Anastasija Kuz'mina                                                          | Lisa Vittozzi                                                           |
| 17 dicembre 2017 | Annecy Le Grand-Bornand | Francia   | MS    | Justine Braisaz                                                                | Iryna Kryŭko                                                                 | Laura Dahlmeier                                                         |
| 4 gennaio 2018   | Oberhof                 | Germania  | SP    | Anastasija Kuz'mina                                                            | Kaisa Mäkäräinen                                                             | Veronika Vítková                                                        |
| 6 gennaio 2018   | Oberhof                 | Germania  | PU    | Anastasija Kuz'mina                                                            | Dorothea Wierer                                                              | Vita Semerenko                                                          |
| 7 gennaio 2018   | Oberhof                 | Germania  | RL    | Francia Anaïs Bescond Anaïs Chevalier Célia Aymonier Justine Braisaz           | Germania Vanessa Hinz Denise Herrmann Franziska Preuß Maren Hammerschmidt    | Svezia Linn Persson Anna Magnusson Elisabeth Högberg Mona Brorsson      |
| 11 gennaio 2018  | Ruhpolding              | Germania  | IN    | Dorothea Wierer                                                                | Kaisa Mäkäräinen                                                             | Rosanna Crawford                                                        |
| 13 gennaio 2018  | Ruhpolding              | Germania  | RL    | Germania Franziska Preuß Denise Herrmann Franziska Hildebrand Laura Dahlmeier  | Italia Lisa Vittozzi Dorothea Wierer Nicole Gontier Federica Sanfilippo      | Svezia Linn Persson Mona Brorsson Anna Magnusson Hanna Öberg            |
| 14 gennaio 2018  | Ruhpolding              | Germania  | MS    | Kaisa Mäkäräinen                                                               | Laura Dahlmeier                                                              | Veronika Vítková                                                        |
| 18 gennaio 2018  | Anterselva              | Italia    | SP    | Tiril Eckhoff                                                                  | Laura Dahlmeier                                                              | Veronika Vítková                                                        |
| 20 gennaio 2018  | Anterselva              | Italia    | PU    | Laura Dahlmeier                                                                | Dorothea Wierer                                                              | Dar"ja Domračava                                                        |
| 21 gennaio 2018  | Anterselva              | Italia    | MS    | Dar"ja Domračava                                                               | Anastasija Kuz'mina                                                          | Kaisa Mäkäräinen                                                        |
| 9 marzo 2018     | Kontiolahti             | Finlandia | SP    | Dar"ja Domračava                                                               | Franziska Hildebrand                                                         | Lisa Vittozzi                                                           |
| 11 marzo 2018    | Kontiolahti             | Finlandia | MS    | Vanessa Hinz                                                                   | Lisa Vittozzi                                                                | Anaïs Chevalier                                                         |
| 15 marzo 2018    | Oslo Holmenkollen       | Norvegia  | SP    | Anastasija Kuz'mina                                                            | Dar"ja Domračava                                                             | Julija Džyma                                                            |
| 17 marzo 2018    | Oslo Holmenkollen       | Norvegia  | RL    | Francia Anaïs Chevalier Célia Aymonier Marie Dorin Anaïs Bescond               | Germania Maren Hammerschmidt Denise Herrmann Franziska Preuß Laura Dahlmeier | Italia Lisa Vittozzi Dorothea Wierer Nicole Gontier Federica Sanfilippo |
| 18 marzo 2018    | Oslo Holmenkollen       | Norvegia  | PU    | Dar"ja Domračava                                                               | Anastasija Kuz'mina                                                          | Susan Dunklee                                                           |
| 23 marzo 2018    | Tjumen'                 | Russia    | SP    | Dar"ja Domračava                                                               | Kaisa Mäkäräinen                                                             | Tiril Eckhoff                                                           |
| 24 marzo 2018    | Tjumen'                 | Russia    | PU    | Kaisa Mäkäräinen                                                               | Anaïs Bescond                                                                | Laura Dahlmeier                                                         |
| 25 marzo 2018    | Tjumen'                 | Russia    | MS    | Dar"ja Domračava                                                               | Paulína Fialková                                                             | Anaïs Chevalier                                                         |

Legenda:

IN = individuale (20 km)

SP = sprint (10 km)

PU = inseguimento (12,5 km)

MS = partenza in linea (15 km)

RL = staffetta (4x7,5 km)

### Classifiche

#### Generale
| Pos. | Nome                 | Nazione     | Punti |
| ---- | -------------------- | ----------- | ----- |
| 1    | Kaisa Mäkäräinen     | Finlandia   | 822   |
| 2    | Anastasija Kuz'mina  | Slovacchia  | 819   |
| 3    | Dar"ja Domračava     | Bielorussia | 804   |
| 4    | Laura Dahlmeier      | Germania    | 730   |
| 5    | Dorothea Wierer      | Italia      | 681   |
| 6    | Lisa Vittozzi        | Italia      | 588   |
| 7    | Anaïs Bescond        | Francia     | 582   |
| 8    | Veronika Vítková     | Rep. Ceca   | 545   |
| 9    | Franziska Hildebrand | Germania    | 539   |
| 10   | Vanessa Hinz         | Germania    | 522   |

#### Sprint
| Pos. | Nome                | Nazione     | Punti |
| ---- | ------------------- | ----------- | ----- |
| 1    | Anastasija Kuz'mina | Slovacchia  | 323   |
| 2    | Dar"ja Domračava    | Bielorussia | 313   |
| 3    | Kaisa Mäkäräinen    | Finlandia   | 258   |
| 4    | Laura Dahlmeier     | Germania    | 252   |
| 5    | Veronika Vítková    | Rep. Ceca   | 245   |

#### Inseguimento
| Pos. | Nome                | Nazione     | Punti |
| ---- | ------------------- | ----------- | ----- |
| 1    | Anastasija Kuz'mina | Slovacchia  | 301   |
| 2    | Kaisa Mäkäräinen    | Finlandia   | 280   |
| 3    | Laura Dahlmeier     | Germania    | 271   |
| 4    | Dorothea Wierer     | Italia      | 264   |
| 5    | Dar"ja Domračava    | Bielorussia | 237   |

#### Partenza in linea
| Pos. | Nome             | Nazione     | Punti |
| ---- | ---------------- | ----------- | ----- |
| 1    | Kaisa Mäkäräinen | Finlandia   | 216   |
| 2    | Laura Dahlmeier  | Germania    | 207   |
| 3    | Vanessa Hinz     | Germania    | 195   |
| 4    | Dar"ja Domračava | Bielorussia | 189   |
| 5    | Anaïs Chevalier  | Francia     | 176   |

#### Individuale
| Pos. | Nome                | Nazione     | Punti |
| ---- | ------------------- | ----------- | ----- |
| 1    | Nadzeja Skardzina   | Bielorussia | 96    |
| 2    | Julija Džyma        | Ucraina     | 91    |
| 3    | Kaisa Mäkäräinen    | Finlandia   | 84    |
| 4    | Valentyna Semerenko | Ucraina     | 83    |
| 5    | Dar"ja Domračava    | Bielorussia | 65    |

#### Staffetta
| Pos. | Nazione  | Punti |
| ---- | -------- | ----- |
| 1    | Germania | 228   |
| 2    | Francia  | 200   |
| 3    | Italia   | 169   |
| 4    | Svezia   | 168   |
| 5    | Ucraina  | 158   |

#### Nazioni
| Pos. | Nazione  | Punti |
| ---- | -------- | ----- |
| 1    | Germania | 6179  |
| 2    | Francia  | 5887  |
| 3    | Italia   | 5407  |
| 4    | Russia   | 5237  |
| 5    | Norvegia | 5232  |

## Misto

### Risultati
| Data             | Località    | Nazione   | Spec. | Primo                                                                                      | Secondo                                                                  | Terzo                                                                   |
| ---------------- | ----------- | --------- | ----- | ------------------------------------------------------------------------------------------ | ------------------------------------------------------------------------ | ----------------------------------------------------------------------- |
| 26 novembre 2017 | Östersund   | Svezia    | SMX   | Austria Lisa Hauser Simon Eder                                                             | Germania Vanessa Hinz Erik Lesser                                        | Kazakistan Galina Višnevskaja Maksim Braun                              |
| 26 novembre 2017 | Östersund   | Svezia    | MX    | Norvegia Ingrid Landmark Tandrevold Tiril Eckhoff Johannes Thingnes Bø Emil Hegle Svendsen | Italia Lisa Vittozzi Dorothea Wierer Dominik Windisch Lukas Hofer        | Germania Franziska Preuß Maren Hammerschmidt Benedikt Doll Arnd Peiffer |
| 10 marzo 2018    | Kontiolahti | Finlandia | SMX   | Francia Anaïs Chevalier Antonin Guigonnat                                                  | Austria Lisa Hauser Julian Eberhard                                      | Norvegia Marte Olsbu Johannes Thingnes Bø                               |
| 10 marzo 2018    | Kontiolahti | Finlandia | MX    | Italia Dorothea Wierer Lisa Vittozzi Dominik Windisch Lukas Hofer                          | Ucraina Anastasija Merkušyna Vita Semerenko Artem Pryma Dmytro Pidručnyj | Norvegia Synnøve Solemdal Tiril Eckhoff Henrik L'Abée-Lund Tarjei Bø    |

Legenda:

MX = staffetta mista 2x6 km + 2x7,5 km

SMX = staffetta mista individuale

### Classifiche
| Pos. | Nazione  | Punti |
| ---- | -------- | ----- |
| 1    | Italia   | 188   |
| 2    | Norvegia | 188   |
| 3    | Francia  | 179   |
| 4    | Austria  | 171   |
| 5    | Germania | 168   |